# Польський інститут та музей. Генерал Сікорський у Лондоні
Польський інститут і музей генерала Сікорського (IPMS) — польська культурна установа у Великій Британії, основною метою якої є збирання, збереження, наукове опрацювання та забезпечення доступу до архівів польського уряду у вигнанні та Польських збройних сил на Заході.
Інститут має статус благодійної організації. Його фінансування здійснюється переважно коштом добровільних пожертв фізичних осіб та установ, а більшість працівників працює на волонтерських засадах.Його президентом є інженер Кшиштоф Барбарський, а керівником архіву - доктор Анджей Сухчіц.

## Створення інституту
Інститут було засновано 2 травня 1945 року як Історичний інститут ім. генерала Сікорського (IHGS). Указом від 27 червня 1945 року Президент Владислав Рачкевич уповноважив командувачів військових, військово-повітряних та військово-морських частин передати символіку та нагороди Інституту як свою власність. Урядова постанова наказувала передати колекції всіх урядових та військових архівних підрозділів до архіву Інституту.
Перше засідання Ради Інституту відбулося 13 грудня 1945 року. Тоді ж було затверджено перший статут, який визначав його мету та завдання. Інститут прийняв на зберігання архіви й особисті речі генерала Владислава Сікорського, передані його вдовою, Геленою Сікорською. Передбачалося також отримання всіх військових та урядових архівів, однак переговори з генералом Владиславом Андерсом про передачу архівів 2-го корпусу тривали до 1947 року
1946 року для потреб Інституту було придбано будівлю за адресою 20 Prince’s Gate у Лондоні, яка раніше належала лорду Вудбріджу. Завдяки повоєнній кризі на ринку нерухомості будівлю вдалося придбати за вигідною ціною. Значну роль у фінансуванні купівлі відіграв Едвард Рачинський. Урочисте освячення будівлі відбулося 9 липня 1947 року — обряд здійснив прелат Влодзімєж Ціньський.

## Розвиток інституту
З 1960 року тривали переговори щодо об'єднання Історичного інституту генерала Сікорського з Польським дослідницьким центром, однак формальне злиття обох установ відбулося лише у 1964 році. Після цього Інститут отримав сучасну назву — Польський інститут і музей генерала Сікорського.
1970 року було створено Фонд прапорів Польських збройних сил (PSZ), метою якого стало забезпечення збереження військових прапорів. У подальші роки до IPMS було приєднано Польський історичний інститут (колишню Історичну комісію Генерального штабу). Також було створено відділення Інституту в районі Ілінг (Ealing), завданням якого стало завершення праці "Polskie Siły Zbrojne w II wojnie światowej" (Польські збройні сили у Другій світовій війні).
1988 року до структури Інституту було включено Центр досліджень Польської підпільної держави, який зберіг автономію у вигляді незалежного відділу.
Сьогодні Інститут зберігає історичні записи, включаючи свідчення з Варшавського повстання 1944 року, документи, полкові кольори, військові медалі, уніформи, відзнаки, твори мистецтва, бібліотеку та багато особистих речей, що належали польським державним діячам, дипломатам, академікам, військовим лідерам та звичайним людям

## Музей

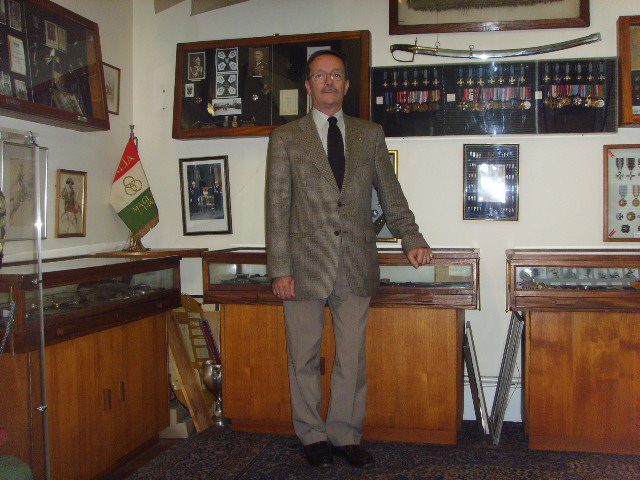
Кшиштоф Барбарський у кавалерійській залі

Музей є "вітриною" Інституту та щороку приваблює тисячі відвідувачів. Основна частина експозиції присвячена періоду Другої світової війни. Серед експонатів — форма генерала Сікорського, виловлена з моря після авіакатастрофи поблизу Гібралтару, прапор, піднятий на руїнах монастиря Монте-Кассіно.Це експонати періоду Польської кампанії 1939 року, інтернування у Литві, Угорщині та Румунії, сувеніри з радянських трудових таборів та в'язниць: складані ножі, листівки, столові прибори  та понад 90 оригінальних прапорів польської армії 1918–1947 років.
Музей також містить монети часів Яна I Альберта та колекцію наполеонівської епохи з родинного фонду Красінських, що включає кінське спорядження, генеральську кашкетку Вінцентія Красінського та кепку його сина, поета Зигмунта, пошиту до коронації Наполеона II. Зі збірки Лянцкоронських з Бжезе походить турецький намет, здобутий у битві під Хотином 1621 року, і колекція портретних мініатюр XVIII століття.Кавалерійський зал містить пам'ятні речі окремих полків, а музей вирізняється великою колекцією полкових нагород і значків, а також урнами із землею з полів битв, де воювали польські солдати.
Фотоколекція, що налічує понад 200 000 одиниць, представляє переважно польські збройні сили на Заході. Фотографії В. Беднарського ілюструють історію воєнної еміграції. Розділ фільмів містить близько 2000 котушок, серед яких: фільми про похорон маршала Пілсудського, вручення жезла маршалу Шміглі-Ридзу, маневри на Мокотовському полі, військово-морські навчання на Балтійському морі, а також туристичні та фольклорні фільми, що демонструють східні землі Польської Республіки.
Виставка містить пам'ятні речі Армії Крайової, такі як сховки, ордени, засоби зв'язку, нарукавні пов'язки та марки часів Варшавського повстання. Також у музеї зберігається відтворена по пам'яті навігаційна карта з ORP «Orzeł», яку створив другий лейтенант Мар'ян Мокрський після втечі корабля з Таллінна у вересні 1939 року.
Музей також містить монети часів Яна I Ольбрахта та колекцію наполеонівської епохи з родинного фонду Красінських, що включає кінське спорядження, генеральську кашкетку Вінцентія Красінського та кепку його сина, поета Зигмунта, пошиту до коронації Наполеона II. Зі збірки Лянцкоронських з Бжезе походить турецький намет, здобутий у битві під Хотином 1621 року, і колекція портретних мініатюр XVIII століття.
Фотоколекція, що налічує понад 200 000 одиниць, представляє переважно польські збройні сили на Заході. Фотографії В. Беднарського ілюструють історію воєнної еміграції. Розділ фільмів містить близько 2000 котушок, серед яких: фільми про похорон маршала Пілсудського, вручення жезла маршалу Шміглі-Ридзу, маневри на Мокотовському полі, військово-морські навчання на Балтійському морі, а також туристичні та фольклорні фільми, що демонструють східні землі Польської Республіки.
Музей відкритий для відвідувачів з вівторка по п’ятницю з 14:00 до 16:00 та кожної першої суботи місяця з 10:30 до 16:00. Вхід вільний, але вітаються добровільні пожертви. Відвідувачів супроводжують досвідчені гіди, багато з яких є ветеранами польських збройних сил.

## Архів

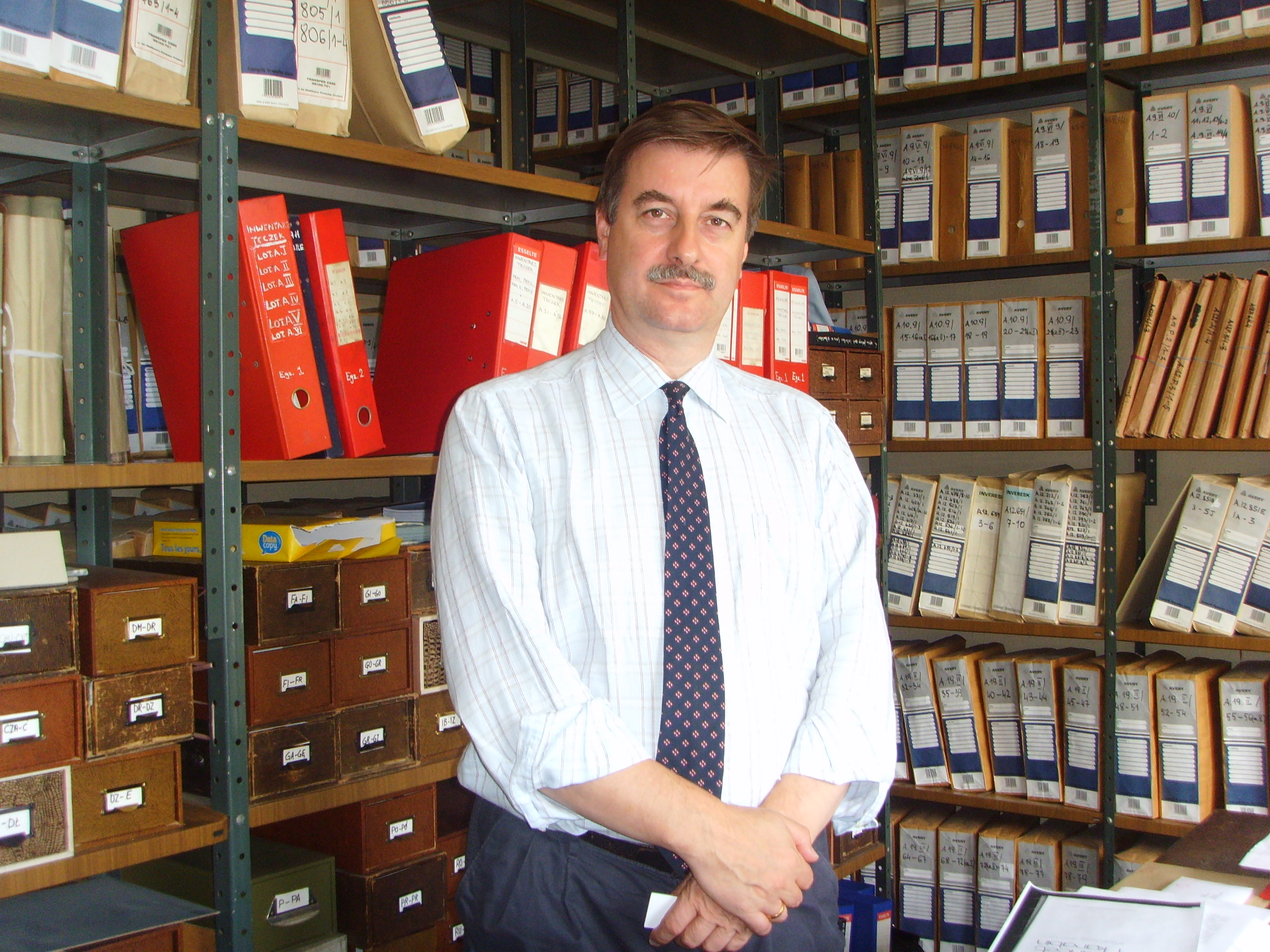
Анджей Сухціц в архіві

Архів містить понад 700 метрів полиць. Його основу складає "Щоденник діяльності генерала Сікорського", розроблений Регіною Оппмановою. Значну частину документації також складають матеріали, що стосуються Польської кампанії 1939 року (документи та звіти штабу NW) і Французької кампанії 1940 року.
Наступний набір документів стосується Командування Збройних сил Польщі (1940–1947), а також Польської армії в СРСР, Польської армії на Сході, 2-го корпусу, 1-го корпусу, 1-ї бронетанкової дивізії, Окремої парашутно-десантної бригади, Військово-морських та Повітряних сил.
Цивільна частина включає Канцелярію Президента РП, Президію Ради Міністрів, Національну раду, міністерства, посольства, місії та консульства, а також документи, фотографії та пам'ятні речі Konwent Polonia.
Архів містить декілька комплектів документів 19 століття, зокрема: колекцію Юзефа Ігнація Крашевського, що включає його листування дрезденського періоду (1864-1867) та матеріали щодо заснування газети «Ойчизна»; збірку вирізок з преси полковника Кристини Лах Ширми (1830-1855); щоденники генерала Александра Сколімовського з часів служби в царській армії; листування Яна Млотека, народного вчителя в Галичині (1857-1885).

## Бібліотека
Бібліотеку Інституту було засновано на базі колишнього Польського бюро політичних досліджень (раніше Польського дослідницького центру). Її початкова колекція формувалася з приватних пожертв та внесків польського посольства в Лондоні, а впорядкування і каталогізація розпочалися в 1943 році. Після війни бібліотека поповнилася книжковими колекціями окремих міністерств, що включали художню та наукову літературу. Бібліотека володіє колекцією стародруків (близько 1000 одиниць), зокрема першим виданням «De revolutionibus orbium coelestium» Миколи Коперника (1543 рік), а також великою збіркою карт і атласів 19 століття.

## Вивчення польського підпілля
Дослідження є автономним архівом історії Підпільної держави та Армії Крайової. Він містить довідкову бібліотеку обсягом близько 4000 томів. Основу матеріалів складають файли VI відділу Штабу Національної армії та його підрозділів зв'язку з країною, зокрема: комплекти депеш часів Варшавського повстання, розвідувальні звіти, звіти Головнокомандувача Союзу збройної боротьби/Армії Крайової, депеші з районів під час операції «Буря» 1944–1945 років.

## Видавнича діяльність
Інститут веде видавничу діяльність, зокрема опублікував томи про Польські збройні сили у Другій світовій війні, підготовлені Історичною комісією Генштабу (згодом – Незалежним Ілінгським відділенням Інституту).
Наступною публікацією буде чотиритомний «Щоденник та досьє Яна Шембека, заступника державного секретаря Міністерства закордонних справ», який видає польський дослідницький центр окремими томами.

## Зовнішні посилання
- Понад 7000 архівних фотографій з фондів Музею Сікорського в Лондоні
- Kolekcje fotografii Instytutu Polskiego i Muzeum im. gen. Sikorskiego w Londynie w zbiorach Archiwum Fotografii Ośrodka KARTA. karta.org.pl.
- Kolekcje fotografii Instytutu Polskiego i Muzeum im. gen. Sikorskiego w Londynie na stronie www.fotohistoria.pl. fotohistoria.pl.

Джерела
1. ↑  GeoNames — 2005.
2. ↑  COURAGE Registry
3. ↑  Mapping Museums — 2016.
4. ↑  The Sikorski Museum ~ a hidden gem of military history. London Unveiled (англ.). 9 листопада 2014. Процитовано 29 травня 2025.
5. ↑  , Zofia Wojtkowska, "Wiek ambasadora. Opowieść o życiu Edwarda Raczyńskiego"
6. ↑  Rodzik, Marek (19 лютого 2024). Polskie Dokumenty Dyplomatyczne. Sprawy Międzynarodowe. 76 (1): 187—191. doi:10.35757/sm/2023.76.1.09. ISSN 2720-0361.
7. ↑  Museum | PISM (амер.). Процитовано 28 травня 2025.
8. ↑  Konwent Polonia. Wikipedia, wolna encyklopedia (пол.). 5 травня 2025. Процитовано 29 травня 2025.